# Atbara
Atbara (arab. عطبرة Aṭbara) – miasto w północno-wschodnim Sudanie, w wilajecie Nahr an-Nil, przy ujściu rzeki Atbara do Nilu. Około 87,8 tys. mieszkańców. Ośrodek handlowy regionu rolniczego; przemysł cementowy, spożywczy; węzeł kolejowy; siedziba biskupstwa koptyjskiego.

## Transport
Miasto jest węzłem kolejowym kolei sudańskich, posiadającym połączenia z Chartumem, Wadi Halfą i Port Sudan.
W pobliżu znajduje się port lotniczy.

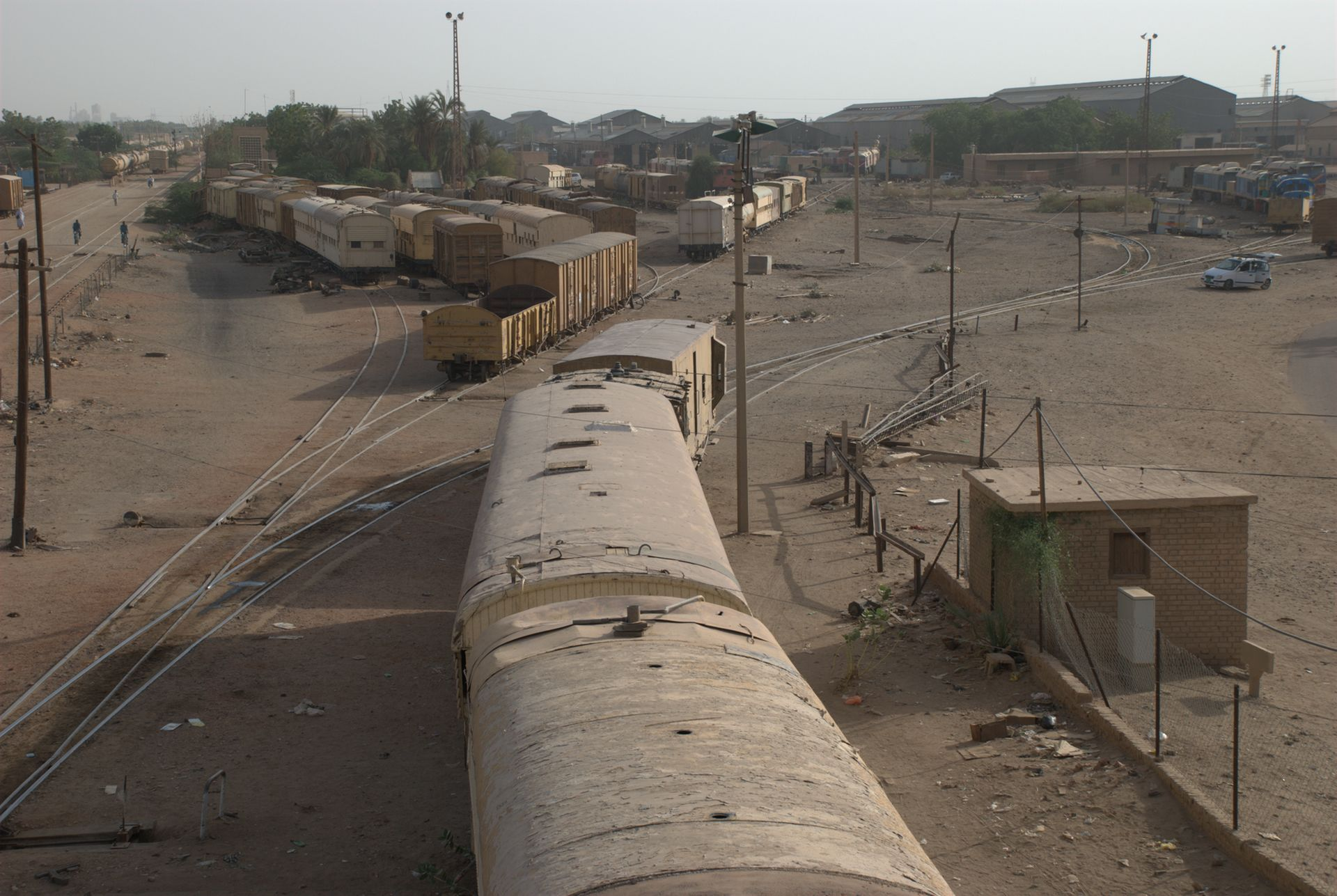
Stacja kolejowa w Atbarze